# Unalakleet
Unalakleet est une ville d'Alaska aux États-Unis située dans la Région de recensement de Nome, à l'extrême ouest de l'état. Sa population était de 752 habitants en 2007.
Unalakleet est réputée pour ses pêcheries de crabe royal et de saumon, ainsi que pour son site et ses paysages : située au bord de la Mer de Béring, sur les rives de la rivière Unalakleet, avec la toundra et sa végétation caractéristique en arrière-plan.

## Histoire
Unalakleet est une adaptation du mot Iñupiat "Una-la-thliq", qui se prononce "You-na-la-thliq", qui signifie Depuis le côté sud ou, selon d'autres sources Là où le vent d'est souffle. La ville est située à l'extrémité d'un important passage entre le Norton Sound et le fleuve Yukon, ce qui en a fait un centre de commerce entre les Atabascans qui vivaient à l'intérieur des terres, et les Iñupiat qui vivaient sur les côtes. La Compagnie russe d'Amérique, y avait construit un comptoir en 1830. Des éleveurs de rennes en provenance de Laponie y avaient été amenés en 1898 pour enseigner aux habitants leurs techniques. En 1901, l'armée américaine construisit une ligne télégraphique qui venait de St Michael et passait par Unalakleet.

## Géographie

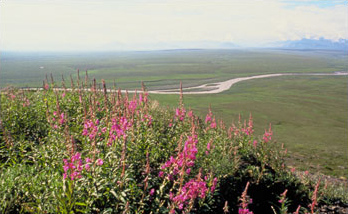
Toundra et végétation côtière

Unalakleet est située sur le Norton Sound, sur la Mer de Béring, à l'embouchure de la rivière Unalakleet, à 238 km au sud-est de Nome et 636 km d'Anchorage. Elle a un climat subarctique, avec une très importante influence maritime. Les hivers sont froids et secs, avec des températures entre −20 °C et −12 °C des étés dont les moyennes de température s'échelonnent entre 8 °C et 17 °C.

## Activités
Unalakleet est le premier point de ralliement de l'Iditarod Trail Sled Dog Race. Durant la course, le premier musher qui atteint ce lieu gagne un prix important.
Une mission évangélique y a été établie dès 1887, ainsi que, plus tard, une école.
La ville est un important centre de transport et de commerce, avec avions cargo et passagers et est reliée quotidiennement à Anchorage par différentes compagnies comme Penair, Era Aviation, Bering Air ou Northern Air Cargo. Elle possède aussi un poste de police d'état et anime quelques activités touristiques autour de la pêche et de la randonnée.

## Démographie
| 1880 | 1890 | 1900 | 1910 | 1920 | 1930 | 1940 | 1950 |
| ---- | ---- | ---- | ---- | ---- | ---- | ---- | ---- |
| 100  | 175  | 241  | 247  | 285  | 261  | 329  | 469  |

| 1960 | 1970 | 1980 | 1990 | 2000 | 2010 | - | - |
| ---- | ---- | ---- | ---- | ---- | ---- | - | - |
| 574  | 434  | 623  | 714  | 747  | 688  | - | - |